# Збігнєв Бжезінський
Бжезі́нський Збі́гнєв Кази́мир (пол. Zbigniew Kazimierz Brzeziński; 28 березня 1928, Варшава, Польща — 26 травня 2017, Фолс-Черч) — американський політолог, соціолог і державний діяч, колишній Радник з національної безпеки Президента Джиммі Картера, а також радник Центру стратегічних і міжнародних студій польського походження. Поряд з Генрі Кіссінджером та Самуелем Гантінгтоном він вважався одним з найвпливовіших геостратегів США.

## Життєпис
За офіційною біографією, народився у Варшаві. Мешкав у Франції та Німеччині, потім, після призначення батька в 1938 р., переїхав до Канади. Здобув ступінь бакалавра та магістра в Університеті Мак-Ґілла (відповідно в 1949 та 1950 р.), згодом, у 1953 році  — ступінь доктора філософії в Гарвардському університеті. У 1958 р. набув громадянство США.
Мешкав у Вашингтоні, округ Колумбія.

## Родина
- Батько, Тадеуш Бжезинський (1896—1990), народився в Золочеві (Королівство Галичини та Володимирії), шляхтич гербу Труби. Польський дипломат.
- Мати, Леонія (1896—1985), до шлюбу Роман.
- Дружина, Емілія Бенеш Бжезинська[en] (нар. 1932 у Женеві — пом. 2022), відома скульпторка, внучата племінниця Едварда Бенеша, другого президента Чехословаччини (1935—1948).[6]
- Троє дітей, Ян[en] (1963), Марк[en] (1965), Міка[en] (1967).

## Політична діяльність
З 1966 до 1968 р. Бжезинський був членом Ради політичного планування (Policy Planning Council) Державного департаменту. На час президентської кампанії 1968 р. Бжезинський був головою Спеціальної комісії Губерта Г. Гемфрі (Hubert H. Humphrey Foreign Policy Task Force).
З 1973 до 1976 р. брав участь у заснуванні Тристоронньої комісії разом з Девідом Рокфеллером і став її директором. Тристороння Комісія була групою видатних політичних, бізнесових та академічних діячів зі Сполучених Штатів, Західної Європи та Японії. Метою комісії було зміцнення стосунків між цими трьома найрозвиненішими регіонами вільного світу. Членом Тристоронньої комісії був і майбутній президент Джиммі Картер. Коли він проголосив висування своєї кандидатури на пост президента 1976 р., Бжезинський, який критикував зовнішню політику Ніксона — Кіссінджера, став його головним радником з питань зовнішньої політики. Після перемоги 1976 р. Картер призначив Бжезинського державним радником з безпеки.
З 1977 до 1981 р. Бжезинський працював державним радником з безпеки при президенті США. 1981 р. його було відзначено президентською Медаллю Свободи «за його роль у нормалізації відносин США з Китаєм та за його внесок у справу захисту прав людини та державну політику безпеки США».
1985 р. при адміністрації Рональда Рейгана Бжезинський працював членом Комісії з хімічних озброєнь при президенті США. З 1987 до 1988 р. працював у Комітеті комплексної довгострокової стратегії Міністерства оборони, був членом Ради національної безпеки. З 1987 до 1989 р. також працював у Президентській Раді зовнішньої розвідки (президентська комісія з нагляду за розвідницькими службами США).
Під час президентської кампанії 1988 р. Бжезинський був співголовою Консультативної групи з національної безпеки в команді Дж. Г. В. Буша. Консультант і член опікунської ради Центру стратегічних і міжнародних досліджень у Вашингтоні, був професором зовнішньої політики США у Вищій школі міжнародних досліджень ім. Пола Нітце Університету Джонса Гопкінса. Співголовував в Американському комітеті за мир в Чечні, був членом опікунської ради «Фрідом Хауз» і Тристоронньої комісії (США — Європа — Японія), членом рад директорів Польсько-Американського фонду свободи і Польсько-Американського підприємницького фонду.
|  | Я не знаю [Чи втрачено Крим для України?], але до цього питання слід повернутися, коли відносини між Україною і Росією знову стануть хоч в якійсь мірі раціональними і стабільними. Росіяни привнесли в ці відносини ірраціональність і емоційність, вони провели бандитську атаку на Крим, замаскувавши її, як це зробила б мафія. Але їм слід остерігатися застосовувати такий підхід до всієї України — це призведе до куди більш потужного вибуху в серці Європи, до конфлікту, якого не бачив світ з 1939 року |

, — застерігає Бжезинський.
|  | Великий ризик полягає в тому, що Росією управляє ірраціональний лідер з манією величі. Це хвилює багатьох росіян. Припустимо, що Путіну вдасться назавжди відокремити Крим від України: він отримає Крим, але втратить Україну на багато десятиліть, тому що викличе потужну націоналістичну реакцію проти Москви! Українці визначають свою ідентичність через свою землю. Путін здійснює жахливу помилку . |

На конференції з безпеки в Мюнхені (Munich Security Conference) 1.02.2014 беззастережно підтримав Євромайданівців.
В той же час він досить скептично оцінив обороноздатність України. Коментуючи дії українських силовиків, Бжезинський не стримав посмішки:
|  | У Криму з 20 тисяч українських військових жоден не вистрілив з власної ініціативи. Я сам родом з Європи так от, коли я думаю про батьківщину моїх батьків, то не можу уявити, щоб з 20 тисяч польських солдат при спробі зовнішньої сили захопити владу жоден не вистрілив. Я думаю, була би величезна бійка. Те, що в Україні все відбувалось по іншому - про щось говорить. Свої висновки зробив і Путін. Зрозумів, що все навіть легше ніж він очікував. |

У жовтні 2014 в інтерв'ю українській програмі «Подробности-ТВ» він уже набагато оптимістичніше оцінив європейське майбутнє України, відзначивши дух і рішучість українців у протидії зазіханням Росії. Сказавши, що українці не лише заслуговують бути в Європі, вони вже є європейцями і доб'ються свого, при умові, що здолають корупцію, яка деморалізує державу, суспільство і навіть збройні сили. Росія змушена буде змиритись і також пройти шлях очищення, інакше її очікує доля «задвірків Китаю».

## Смерть та поховання
Помер 26 травня 2017 року у США. Похований 9 червня у Вашингтоні.

## Нагороди та відзнаки
- Орден князя Ярослава Мудрого III ст. (Україна, 28 березня 2008) — за визначну громадську діяльність та розвиток зв'язків між Україною і Сполученими Штатами Америки[13]
- Орден «За заслуги» III ст. (Україна, 13 травня 1997) — за значний особистий внесок у зміцнення українсько-американського співробітництва[14]
- У 2006 році став почесним доктором НаУКМА[15].

## Галерея

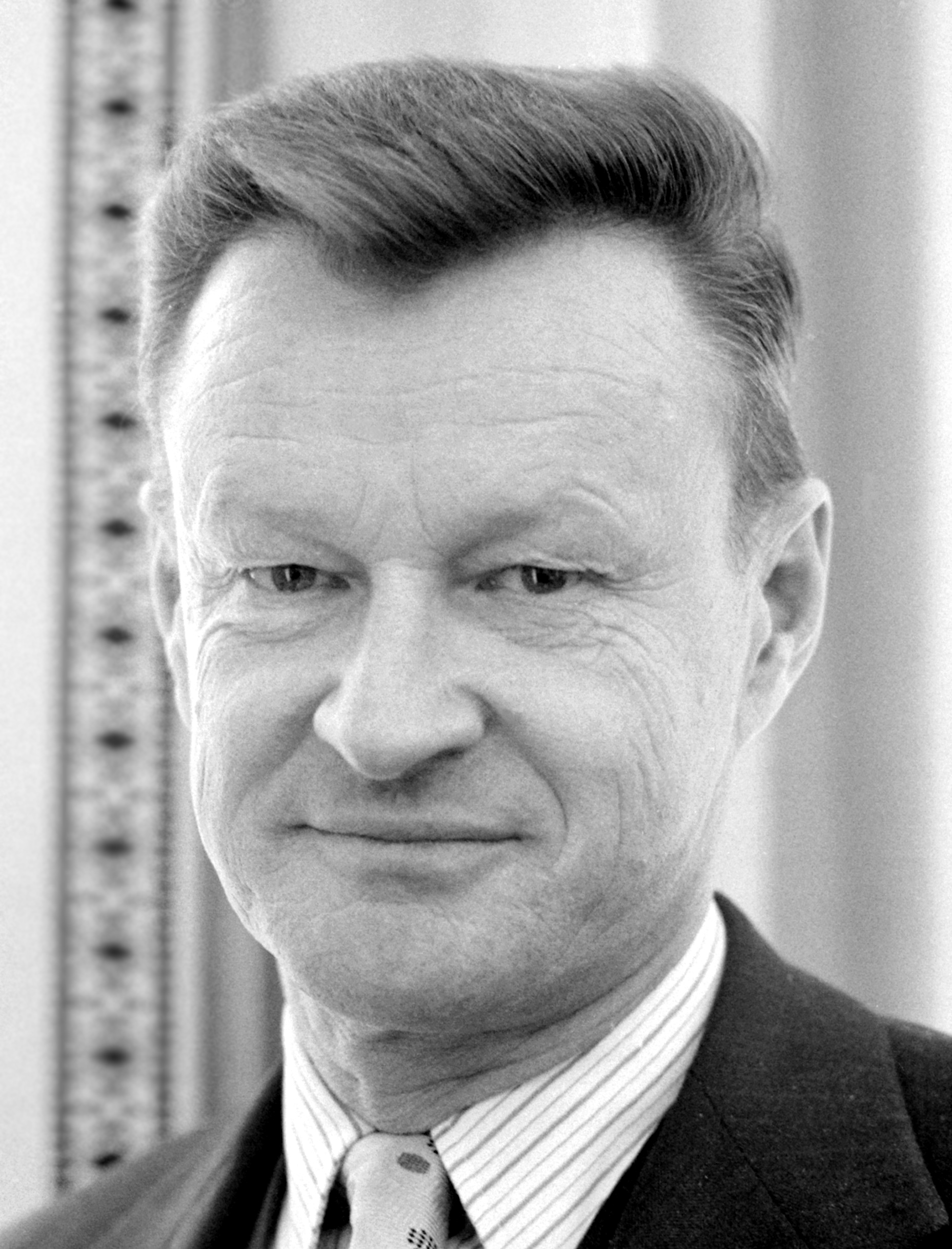
1977
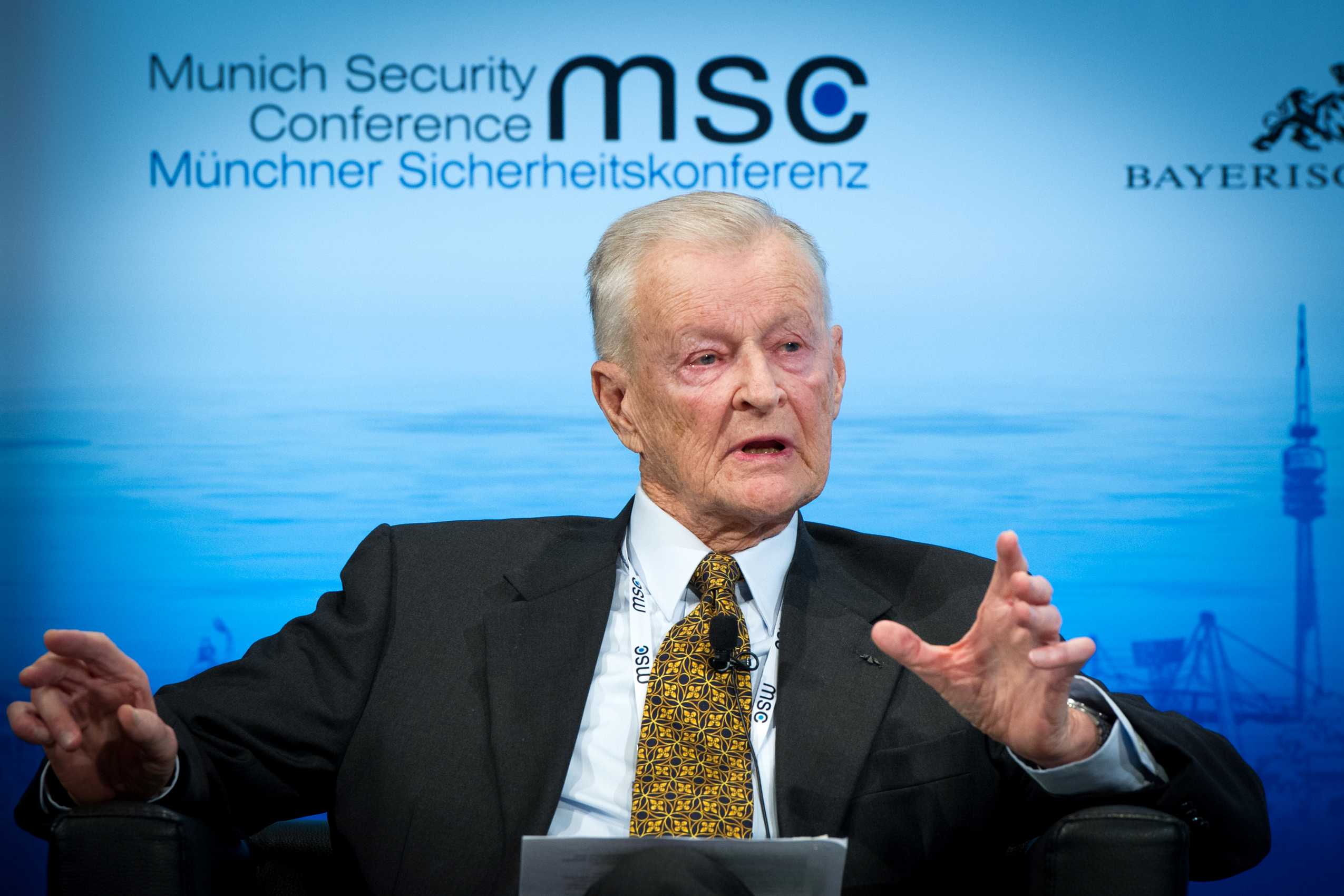
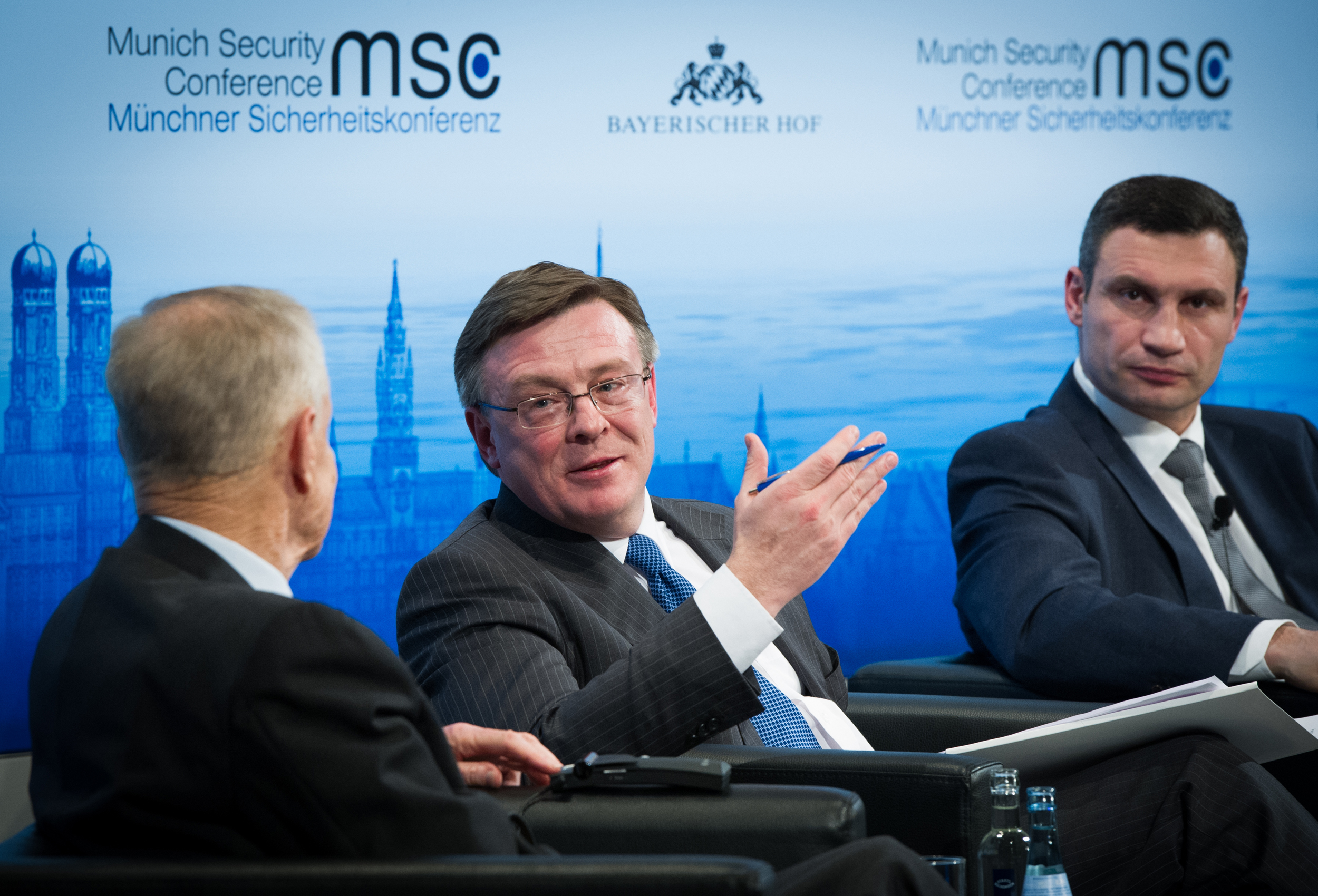
Мюнхен, 2014